# Kykuit

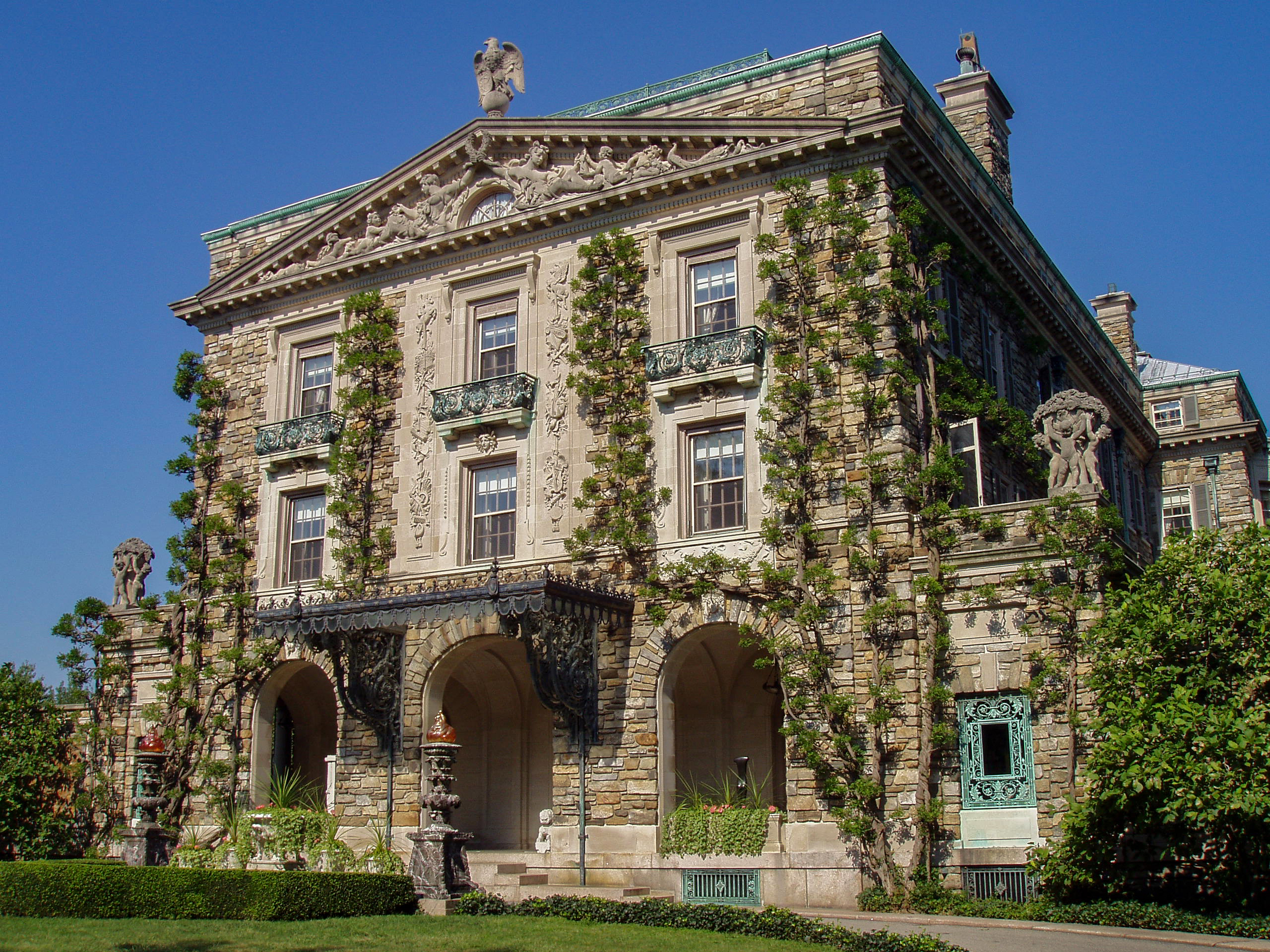
Voorzijde van Kykuit

Kykuit is een museum en historisch woonverblijf in Mount Pleasant (New York) dat in 1913 in opdracht van John D. Rockefeller werd gebouwd door de architecten Chester Holmes Aldrich en William Adams Delano. Het neoclassicistische herenhuis vergde zes jaar om te voltooien. Vier generaties van Rockefellers beschouwden het als hun huis alvorens het werd uitgeroepen tot een historische plaats van de National Trust.
In 1906 werd begonnen met het ontwerp van de grondpercelen van Kykuit door landschapsarchitect William Welles Bosworth, die de omringende terrassen en de tuinen met fonteinen, paviljoens en klassieke beeldhouwwerken ontwierp. Deze tuin wordt beschouwd als Bosworths beste werk in de Verenigde Staten. De tuinen beschikken over een magnifiek uitzicht over de rivier de Hudson. De originele tuinen bestaan nog steeds, de aanplantingen worden zorgvuldig tijdig vervangen, hoewel de ingangsvoorhof in 1913 werd uitgebreid.
De tuinen zijn aangelegd als terrassen met formele assen en omvatten een beektuin, een tempel van Aphrodite, loggia, een theehuis en een halfronde roze tuin. In de jaren 60 en de jaren zeventig werden meer dan 70 werken van modern beeldhouwkunst toegevoegd aan de tuinen, waaronder werken van Pablo Picasso, Constantin Brancusi, Jean Arp, Alexander Calder, Alberto Giacometti, Gaston Lachaise, Aristide Maillol, Henry Moore, Louise Nevelson, Isamu Noguchi en David Smith.
Het interieur van het landhuis werd ontworpen door Ogden Codman Jr. en bevat verzamelingen van Chinees en Europese keramiek, stijlvol meubilair en kunst uit de twintigste eeuw.
'Kykuit' ligt op een heuvel in een bocht van de Hudsonriver en was toen een 'uitkijkpost', wat dus een 'kijk uit' was in vroeg Nieuwnederlands.